# Meteuthria
Meteuthria is een geslacht van weekdieren uit de klasse van de Gastropoda (slakken).

## Soorten
- Meteuthria clathratula (Thiele, 1925)
- Meteuthria fallax (Thiele, 1925)
- Meteuthria formosa (Thiele, 1925)
- Meteuthria futilis (Watson, 1882)
- Meteuthria martensi (Strebel, 1905)
- Meteuthria multituberculata (Castellanos, Rolán & Bartolotta, 1987)